# Dielmissen
Dielmissen is een gemeente in de Duitse deelstaat Nedersaksen. De gemeente maakt deel uit van de Samtgemeinde Eschershausen-Stadtoldendorf in het Landkreis Holzminden. Dielmissen telt 774 inwoners.

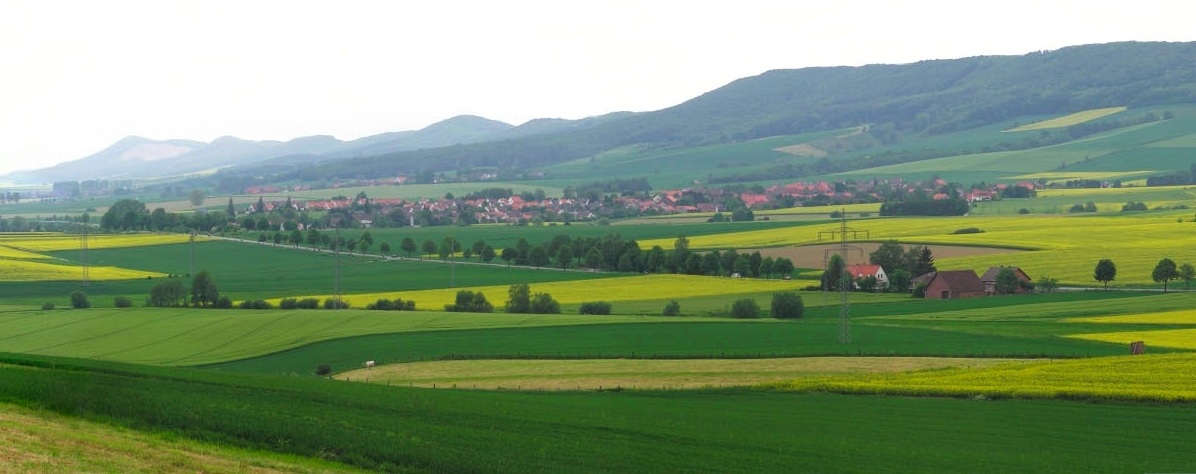
Zicht op Dielmissen

Dielmissen ligt 8 km ten oosten van Bodenwerder en 5 km ten noordwesten van Eschershausen.
Voor meer informatie zie: Samtgemeinde Eschershausen-Stadtoldendorf.
- Gemeinsame Normdatei: 2110923-0
- Virtual International Authority File: 134377657

Arholzen · 
Bevern · 
Bodenwerder · 
Boffzen · 
Brevörde · 
Deensen · 
Delligsen · 
Derental · 
Dielmissen · 
Eimen · 
Eschershausen · 
Fürstenberg · 
Golmbach · 
Halle · 
Hehlen · 
Heinade · 
Heinsen · 
Heyen · 
Holenberg · 
Holzen · 
Holzminden · 
Kirchbrak · 
Lauenförde · 
Lenne · 
Lüerdissen · 
Negenborn · 
Ottenstein · 
Pegestorf · 
Polle · 
Stadtoldendorf · 
Vahlbruch · 
Wangelnstedt